# Beryks australijski
Beryks australijski (Centroberyx affinis) – gatunek ryby beryksokształtnej z rodziny beryksowatych (Berycidae).

## Występowanie
Wschodnia Australia od zachodniej części Cieśniny Bassa i północnej Tasmanii po Zatokę Moreton w stanie Queensland oraz Nową Zelandię. Ostatnio znaleziony w Nowej Kaledonii.
Żyje na skalistych rafach i nad dnem mulistym na szelfie kontynentalnym oraz górnych partiach stoku kontynentalnego na głębokości 10–450 m. W dzień tworzy jednowiekowe "szkoły" trzymające się blisko dna, które wieczorem rozpraszają się w toni w poszukiwaniu pożywienia. Młodsze osobniki – również tworząc "szkoły" – żyją w płytkich przybrzeżnych wodach i ujściach rzek.

## Cechy morfologiczne
Zwykle osiąga 20–25 cm długości (maksymalnie 51 cm i 2 kg masy ciała). W kręgosłupie 24 kręgi. W płetwie grzbietowej 6–7 kolców i 11–13 miękkich promieni, w płetwie odbytowej 4 kolce i 12 miękkich promieni. W płetwach piersiowych 13–14 miękkich promieni, w płetwach brzusznych 1 kolec i 7 miękkich promieni.

## Odżywianie
Żywi się małymi rybami, skorupiakami i mięczakami.

## Rozród
Dojrzewa płciowo w wieku 4 lat przy długości 20–25 cm. Trze się od grudnia do kwietnia.

## Znaczenie
Łowiony przez wędkarzy.